# Ortschaft Nordwest
Die Ortschaft Nordwest ist die drittkleinste der sieben Ortschaften der kreisfreien Stadt Salzgitter in Niedersachsen.

## Geografie
Die Ortschaft Nordwest grenzt im Norden an den Landkreis Peine mit der Gemeinde Lengede, im Osten an die Ortschaft Nord, im Südosten an die Ortschaft West, im Südwesten an den Landkreis Wolfenbüttel mit der Samtgemeinde Baddeckenstedt und im Nordwesten an den Landkreis Hildesheim mit der Gemeinde Söhlde.

### Gliederung
Die Ortschaft Nordwest setzt sich aus folgenden vier Stadtteilen der Stadt Salzgitter zusammen.
| Stadtteil          | Einwohnerzahl (Dezember 2024) | Fläche in km² | Bevölkerungsdichte in Einw./km² |
| ------------------ | ----------------------------- | ------------- | ------------------------------- |
| Lesse              | 1.054                         | 12,50         | 84                              |
| Lichtenberg        | 3.343                         | 8,83          | 378                             |
| Osterlinde         | 368                           | 7,55          | 49                              |
| Reppner            | 640                           | 4,47          | 143                             |
| Ortschaft Nordwest | 5.404                         | 33,35         | 162                             |

Neben diesen vier Stadtteilen gehört folgende Siedlung zur Ortschaft Nordwest:
- Altenhagen zu Lichtenberg

### Bilder

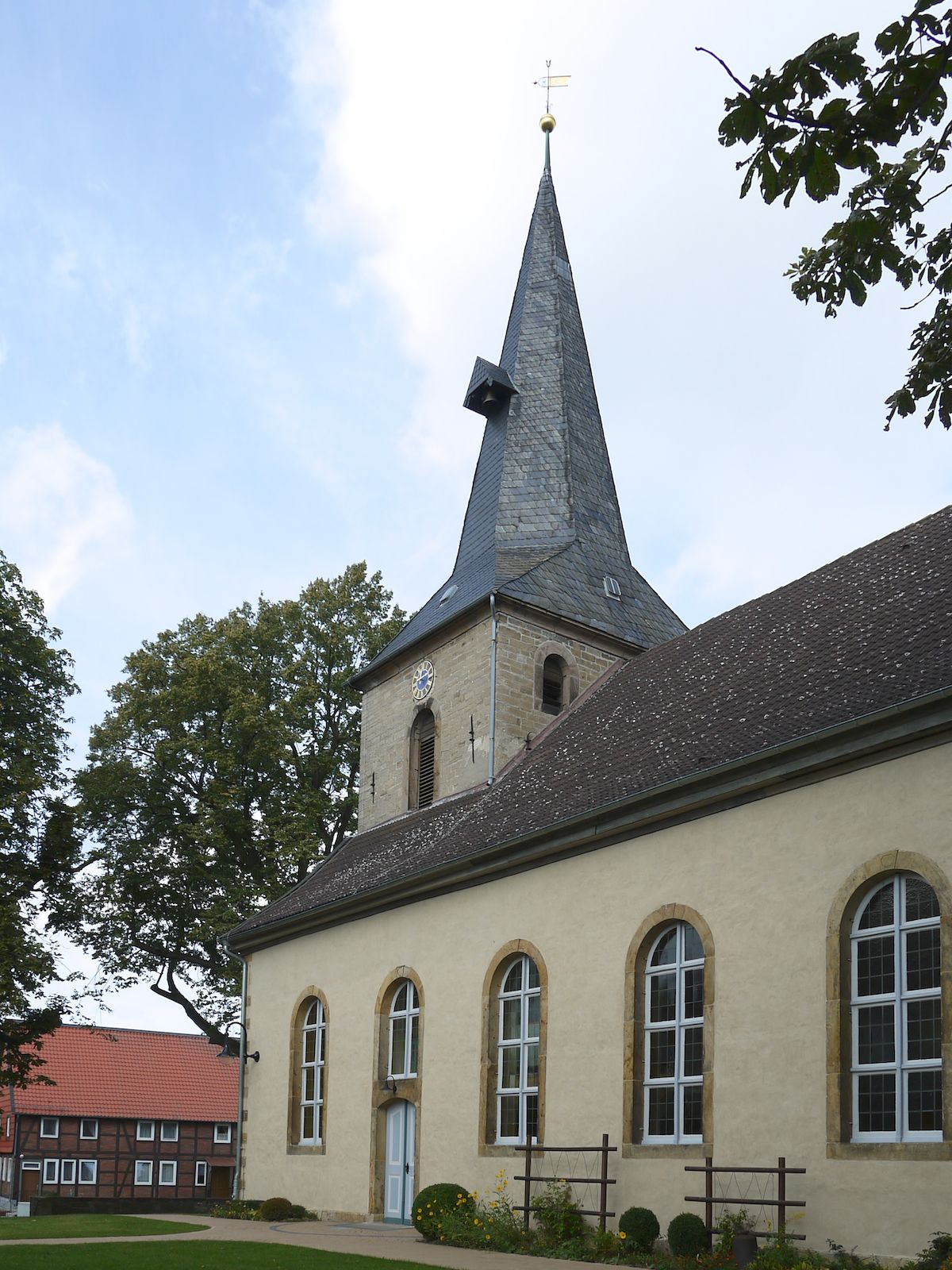
St.-Peter-und-Paul-Kirche in Lesse
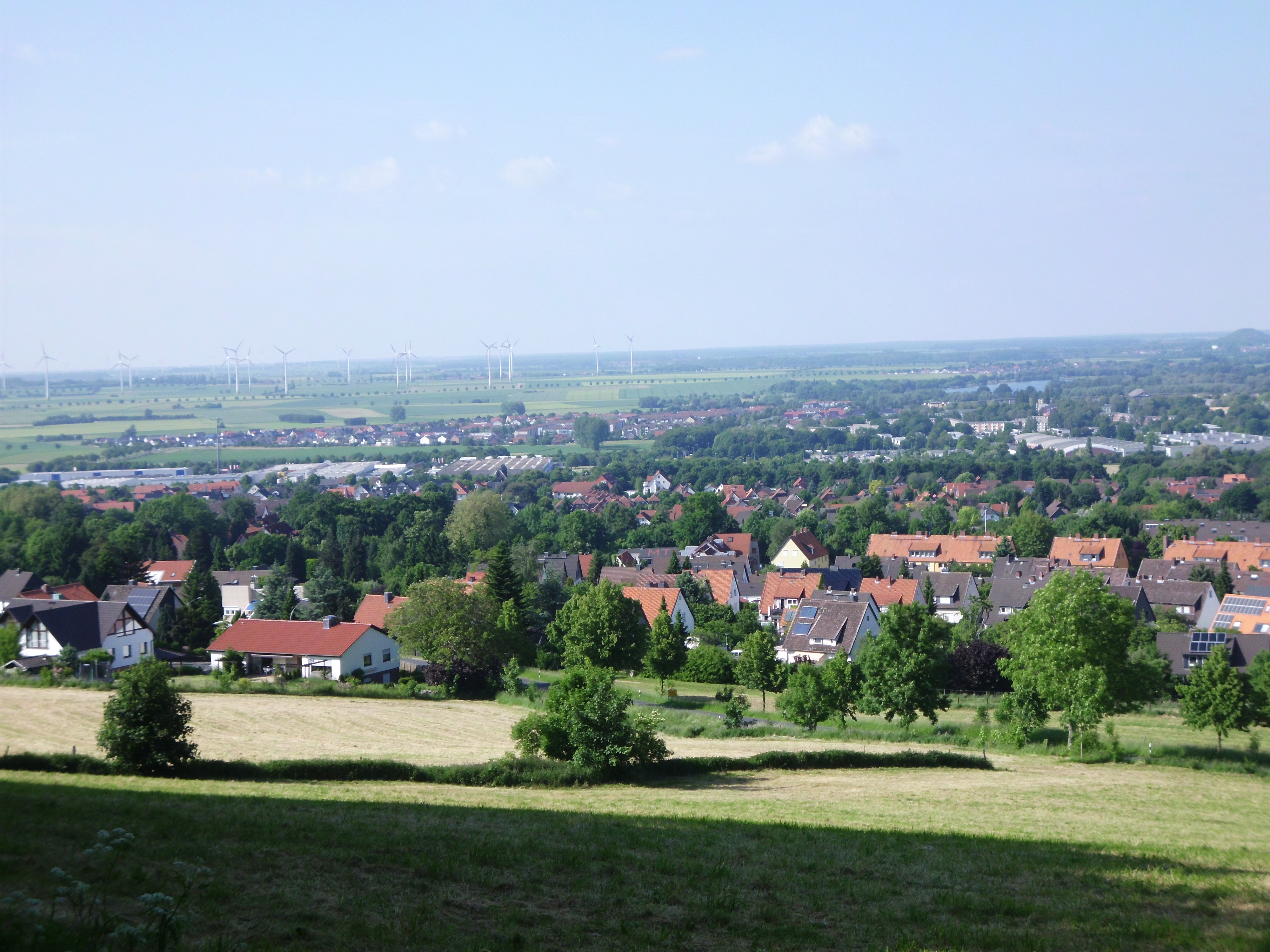
Blick auf Lichtenberg
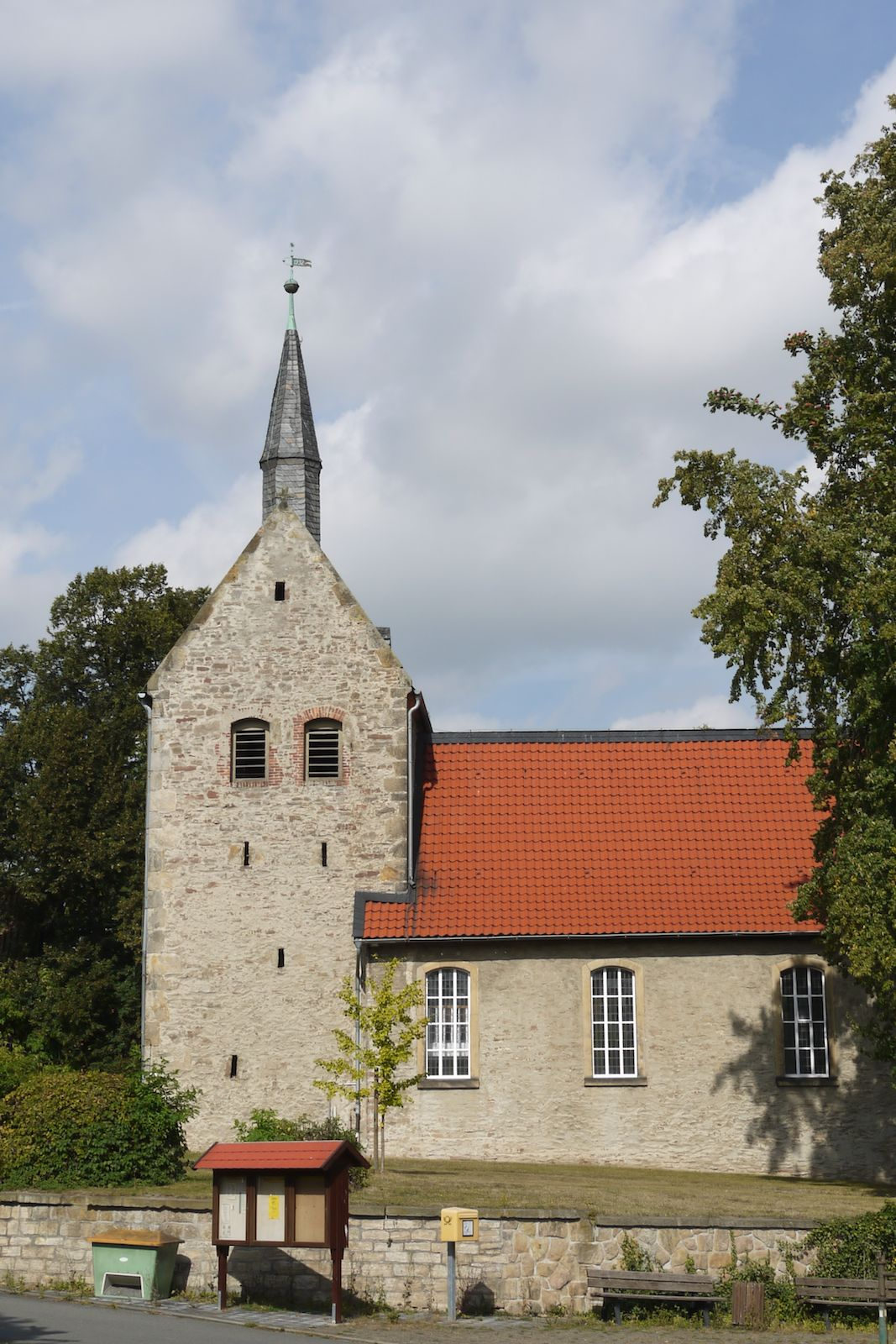
St.-Georg-Kirche in Osterlinde
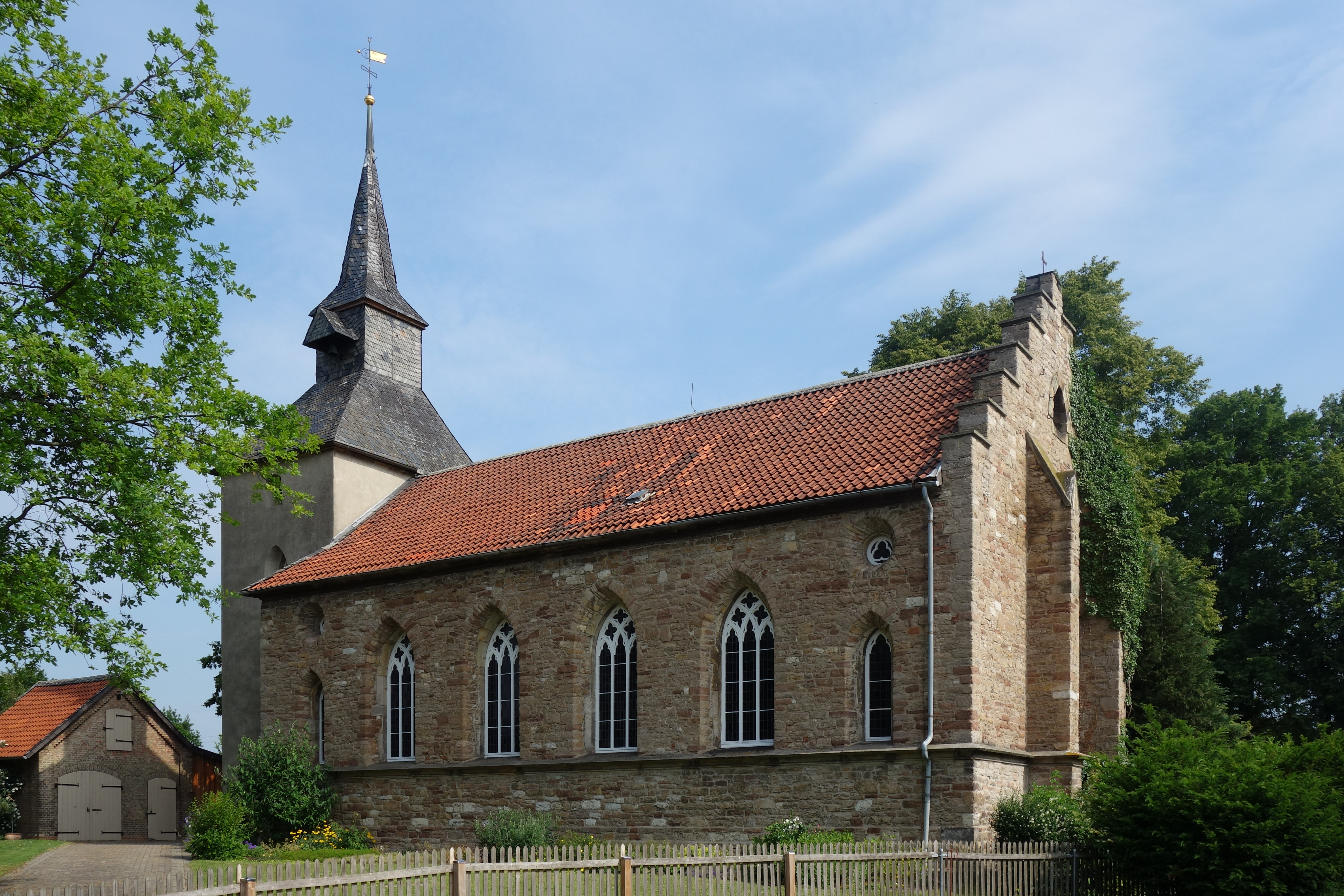
St.-Jacobi-Kirche in Reppner
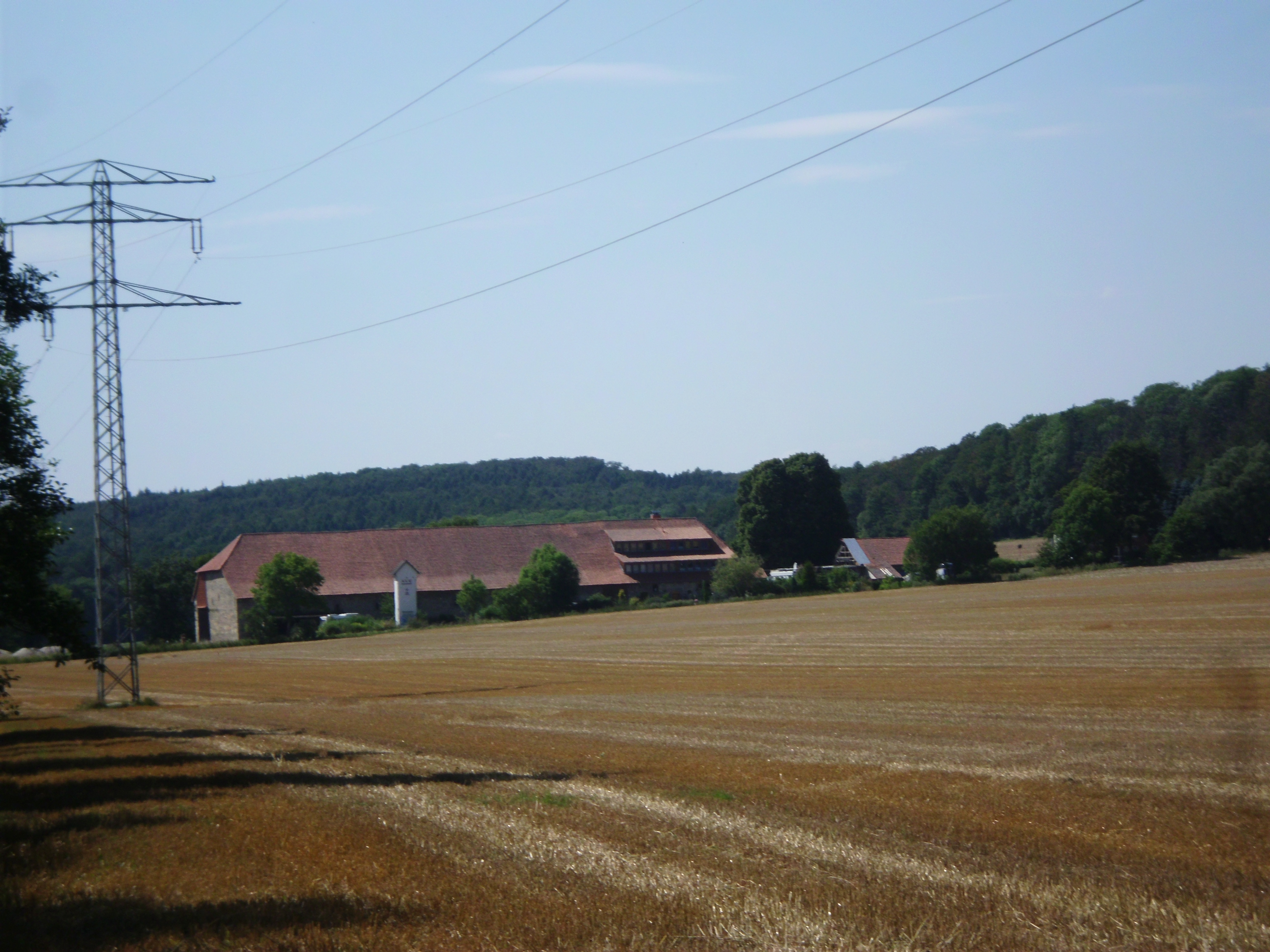
Blick auf Altenhagen

## Geschichte
Die Ortschaft Nordwest entstand gemeinsam mit den anderen sechs Ortschaften zum 1. Januar 1972, um die Anzahl der Ortsräte auf sieben zu reduzieren. Zuvor besaßen alle 29 damals zu Salzgitter gehörenden Stadtteile einen eigenen Ortsrat. Die erste Kommunalwahl fand noch im selben Jahr statt.

### Einwohnerentwicklung
Die Tabelle zeigt die Einwohnerzahlen einschließlich der Nebenwohnsitze jeweils zum 31. Dezember des entsprechenden Jahres.
| Ortschaft Nordwest – Bevölkerungsentwicklung seit 1985 | Ortschaft Nordwest – Bevölkerungsentwicklung seit 1985 | Ortschaft Nordwest – Bevölkerungsentwicklung seit 1985 | Ortschaft Nordwest – Bevölkerungsentwicklung seit 1985 | Ortschaft Nordwest – Bevölkerungsentwicklung seit 1985 | Ortschaft Nordwest – Bevölkerungsentwicklung seit 1985 | Ortschaft Nordwest – Bevölkerungsentwicklung seit 1985                                                                |
| Jahr                                                   | Einwohner                                              | Jahr                                                   | Einwohner                                              | Jahr                                                   | Einwohner                                              | Entwicklung |
| ------------------------------------------------------ | ------------------------------------------------------ | ------------------------------------------------------ | ------------------------------------------------------ | ------------------------------------------------------ | ------------------------------------------------------ | --- |
| 1985                                                   | 4726                                                   | 2000                                                   | 5545                                                   | 2011                                                   | 5824                                                   | Hier fehlt eine Grafik, die leider im Moment aus technischen Gründen nicht angezeigt werden kann. Wir arbeiten daran! |
| 1990                                                   | 5215                                                   | 2001                                                   | 5534                                                   | 2012                                                   | 5811                                                   | Hier fehlt eine Grafik, die leider im Moment aus technischen Gründen nicht angezeigt werden kann. Wir arbeiten daran! |
| 1991                                                   | 5344                                                   | 2002                                                   | 5633                                                   | 2013                                                   | 5877                                                   | Hier fehlt eine Grafik, die leider im Moment aus technischen Gründen nicht angezeigt werden kann. Wir arbeiten daran! |
| 1992                                                   | 5538                                                   | 2003                                                   | 5874                                                   | 2014                                                   | 5932                                                   | Hier fehlt eine Grafik, die leider im Moment aus technischen Gründen nicht angezeigt werden kann. Wir arbeiten daran! |
| 1993                                                   | 5520                                                   | 2004                                                   | 5916                                                   | 2015                                                   | 5911                                                   | Hier fehlt eine Grafik, die leider im Moment aus technischen Gründen nicht angezeigt werden kann. Wir arbeiten daran! |
| 1994                                                   | 5549                                                   | 2005                                                   | 5982                                                   | 2016                                                   | 5931                                                   | Hier fehlt eine Grafik, die leider im Moment aus technischen Gründen nicht angezeigt werden kann. Wir arbeiten daran! |
| 1995                                                   | 5535                                                   | 2006                                                   | 5888                                                   | 2017                                                   | 5908                                                   | Hier fehlt eine Grafik, die leider im Moment aus technischen Gründen nicht angezeigt werden kann. Wir arbeiten daran! |
| 1996                                                   | 5500                                                   | 2007                                                   | 5886                                                   | 2018                                                   | 5827                                                   | Hier fehlt eine Grafik, die leider im Moment aus technischen Gründen nicht angezeigt werden kann. Wir arbeiten daran! |
| 1997                                                   | 5453                                                   | 2008                                                   | 5935                                                   | 2019                                                   | 5683                                                   | Hier fehlt eine Grafik, die leider im Moment aus technischen Gründen nicht angezeigt werden kann. Wir arbeiten daran! |
| 1998                                                   | 5528                                                   | 2009                                                   | 5896                                                   | 2020                                                   | 5535                                                   | Hier fehlt eine Grafik, die leider im Moment aus technischen Gründen nicht angezeigt werden kann. Wir arbeiten daran! |
| 1999                                                   | 5527                                                   | 2010                                                   | 5848                                                   | 2021                                                   | 5496                                                   | Hier fehlt eine Grafik, die leider im Moment aus technischen Gründen nicht angezeigt werden kann. Wir arbeiten daran! |
| Quellen: Jahre 1985 bis 1992, Jahre 1993 bis 2021      |                                                        |                                                        |                                                        |                                                        |                                                        | Hier fehlt eine Grafik, die leider im Moment aus technischen Gründen nicht angezeigt werden kann. Wir arbeiten daran! |

## Politik
Wie alle Ortschaften verfügt die Ortschaft Nordwest über einen Ortsrat, aus dessen Reihen ein Ortsbürgermeister gewählt wird.

### Ortsrat
Der Ortsrat setzt sich aus 15 Ratsfrauen und Ratsherren zusammen. Dies ist laut Hauptsatzung der Stadt Salzgitter die festgelegte Anzahl für eine Ortschaft mit unter 10.000 Einwohnern. Die aktuelle Legislaturperiode beginnt am 1. November 2021 und endet am 31. Oktober 2026.
Die Kommunalwahlen am 12. September 2021 ergaben die folgende Sitzverteilung:
| Ortsrat 2021Insgesamt 15 Sitze - SPD: 5 - Grüne: 2 - MBS: 1 - FDP: 1 - CDU: 6 |

### Ortsbürgermeister
Ortsbürgermeisterin ist Angelika Müller (CDU). Ihre Stellvertreterinnen sind Heike Dähndel (Bündnis 90/Die Grünen) und Anne-Maria Doukas (SPD).

### Wappen
Jeder Stadtteil der Ortschaft Nordwest führt sein eigenes Wappen.

Lesse
Lichtenberg
Osterlinde
Reppner